# More than This (singolo Roxy Music)
More than This è un singolo del gruppo musicale britannico Roxy Music, pubblicato nell'aprile 1982 come primo estratto dall'ottavo album in studio Avalon.

## Descrizione
Il singolo riuscì a scalare le classifiche arrivando fino alla 6º posizione nella Official Singles Chart nel Regno Unito. La copertina del singolo riproduceva il dipinto "Veronica Veronese" realizzato nel 1872 dal preraffaellita inglese di origine italiana Dante Gabriel Rossetti. Il quadro, attualmente conservato al Delaware Art Museum, raffigura in chiave allegorica l'ispirazione musicale, mostrando Lady Veronica che tocca le corde di un violino con aria sognante.
Il brano è stato reinterpretato anche dalla cantante Norah Jones nel 2008; nel 1999 e poi nel 2008 in Italia il brano è stato scelto per la campagna pubblicitaria della Martini.

## Composizione
Il brano, composto dal leader della band Bryan Ferry, ha una struttura abbastanza insolita: infatti la parte cantata termina a 2:43 minuti, seguita da una lunga, memorabile "coda" strumentale della durata di 1:58 minuti. Ci si aspetterebbe che la coda fosse occupata da un assolo del chitarrista Phil Manzanera, ma così non avviene: nella versione presente nell'album, Manzanera pennella in modo assai reticente la lunga coda, come del resto fa anche per tutta la prima parte del brano, con alcuni tocchi "al risparmio" e brevissimi fills melodici (composti da un massimo di 3 o 4 note ciascuno) suonati dalla sua chitarra solista lasciando nell'ascoltatore un senso di vuoto e di sottile tristezza che reitera il significato del testo (consistente nelle disincantate riflessioni di un fatalista). Nella coda presente nella versione del singolo originale mancano anche i fills melodici e in cambio Manzanera aggiunge ulteriori effetti ritmici dal sapore metallico, assai godibili in cuffia, che, in assenza delle pur tenue linea melodica, conferiscono alla coda una armonizzazione più ricca e dinamica, accentuando però il senso di vuoto.
Ferry canta in falsetto tutto il brano, cosa assai insolita: ciò pare abbia limitato le possibilità di esecuzione dal vivo, proposto sporadicamente anni dopo l'uscita in versione riarrangiata due toni più in basso.
Il brano costituisce un primo esempio della poetica musicale di Ferry, che chiese ai musicisti (e sempre più lo farà nei suoi dischi successivi) di sottrarre note alle loro parti e di suonare spesso per brevi tocchi: prese singolarmente, le parti musicali (in particolare le chitarre e l'oboe di Andy Mackay) appaiono molto parche e discontinue, ma dai quei semplici tocchi, nell'insieme della tessitura musicale formata dai discreti interventi degli altri strumenti, si genera la melodia, come se ogni musicista si limitasse ad aggiungere poche tessere - ma decisive - al mosaico complessivo del suono.
Pochi anni dopo Ferry chiese di applicare questa strategia di esecuzione anche a guest star di altissimo livello come Mark Knopfler e David Gilmour, da lui reclutate come chitarristi in brani come Stone woman e Is Your Love strong Enough. Un ottimo risultato di questo singolare processo compositivo per strati e velature di suoni si raggiunge nel brano che segue More than This nell'album, The Space Between. Il culmine di questo procedimento compositivo si ha nell'album Olympia, che Ferry pubblicò come solista nel 2010.

## Video musicale
Il video musicale del brano inizia con Ferry che canta illuminato da un raggio di luce, che filtra da una feritoia a forma di croce. Poi lo stesso Ferry assiste in una piccola sala alla proiezione di una esibizione del gruppo, su di un palco con dei bracieri accesi, dove compaiono gli altri due membri dei Roxy Music e un batterista, che però non viene mai inquadrato in volto.

## Tracce
Testi e musiche di Bryan Ferry.
1. More than This – 4:10
2. India – 1:44

## Nella cultura di massa
- Nel videogioco Grand Theft Auto: Vice City, è uno dei brani trasmessi dalla stazione radio Emotion 98.3.
- Bill Murray canta al karaoke More than This nel corso di una festa nel film Lost in Translation - L'amore tradotto. La sua performance è ascoltabile anche all'interno di una traccia nascosta nel CD della colonna sonora.

## Formazione
Hanno partecipato alle registrazione, secondo le note dell'album:
Roxy Music
- Bryan Ferry – voce, tastiere
- Phil Manzanera – chitarra
- Andy Mackay – sassofono

Altri musicisti
- Neil Hubbard – chitarra
- Alan Spenner - basso
- Andy Nemark – batteria
- Jimmy Maelen – percussioni
- Fonzi Thornoton – cori

## Classifiche
Posizioni massime
| Classifica (1982) | Posizione massima |
| ----------------- | ----------------- |
| Australia (ARIA)  | 6                 |
| Stati Uniti       | 102               |
| Regno Unito       | 6                 |